# Karel Černý (remero)
Karel Černý es un deportista checoslovaco que compitió en remo. Ganó una medalla de plata en el Campeonato Mundial de Remo de 1977, en la prueba de cuatro scull.

## Palmarés internacional
| Campeonato Mundial | Campeonato Mundial       | Campeonato Mundial | Campeonato Mundial |
| Año                | Lugar                    | Medalla            | Prueba             |
| ------------------ | ------------------------ | ------------------ | ------------------ |
| 1977               | Ámsterdam (Países Bajos) | Medalla de plata   | Cuatro scull       |